# Arkebuzír

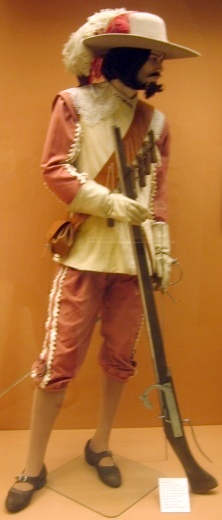
Španělský arkebuzír

Arkebuzíři, zvaní též karabiníci nebo německy Bandelierreiter, byli druhem jezdectva v době třicetileté války. Z ochranné zbroje měli na sobě jen přilbu a přední plát. Byli vyzbrojeni krátkou ručnicí s kolečkovým zámkem a jednou nebo dvěma pistolemi, vše předovky. Po boku měli stejně jako kyrysníci poboční zbraň. Arkebuzu neboli ručnici měli zavěšenou pomocí karabinky na bandalíru.
Arkebuzíři bojovali po celou dobu bitvy zásadně na koních. V bojích pak užívali především střelných zbraní.
Tento druh vojska zmizel postupně v druhé polovině 17. století, kdy jejich činnost převzali dragouni.